# Зцілення коханням
«Зці́лення коха́нням» — російсько-український серіал жанру мелодрама, виготовлений кінокомпанією «Film.ua» спільно з «Мамаду» на замовлення телеканалу «Інтер». Має 190 серій про любовну і драматичну історію. Знімався 16 місяців у Києві, Іллічівську (нині — Чорноморськ) та Одесі.

## Ролі виконували
- Наталя Рогоза — Марія Микитенко
- Денис Харитонов — Олексій Самойлов
- Олександра Афанасьєва-Шевчук — Катерина Буравіна
- Кирило Бурдіхін — Костянтин Самойлов
- Антоніна Венедиктова — Поліна Самойлова
- Володимир Горянський — Борис Самойлов
- Анжеліка Вольска — Таїсія Буравіна
- Олег Масленніков — Віктор Буравін
- Валентина Тализіна — Зінаїда
- Валентин Шестопалов — Сан Санич
- Амалія Мордвинова — Римма
- Олексій Агоп'ян — Льова Бланк
- Олексій Булдаков — доглядач маяку Михайло Родь
- Емануїл Віторган — Яков
- Борис Невзоров — Слідчий
- Аристарх Ліванов — Чиновник
- Віктор Степанов — Лікар-онколог
- Валентин Смірнітський — Лікар-травматолог
- Ірина Шевчук — Анфіса
- Олеся Матвєєва — Зося
- Павло Сердюк — Євген, моряк
- Андрій Павленко — Анатолій Родь
- Володимир Самойлюк — Георгій Родь
- Валентина Хамайко — Ксенія, журналістка
- Інна Ващенко — Ірина
- Ганна Шевцова — Люда
- Олена Затолокіна — Дружина чиновника
- Євгенія Бурдіхіна — Реєстратор у РАЦС
- Валентин Опалєв — водій лімузина
- Маргарита Пресич — бабуся

## Основна сюжетна лінія серіалу
Олексій Самойлов запізнюється на власне весілля з Катериною Буравіною. Костянтин, його брат, має намір зірвати його. Для цього він підкладає ампулу зі снодійним у машину, щоб Олексій заснув і не приїхав на весілля. Але замість цього він потрапляє у ДТП, заснувши за кермом. Трохи раніше він зустрічає Машу, яка надприродно відчула це лихо і потім допомогла реанімувати Олексія. Внаслідок аварії він стає інвалідом і не може ходити. Спочатку Катерина не залишає його (маючи надію, що він одужає), але згодом усвідомлює ситуацію і перемикається на Костю. Батьки Олексія наймають Машу доглядальницею для інваліда. Вона має дар зцілення, і поступово відновлює його здатність ходити. У цей час Катерина не може визначитися, кого вона все-таки кохає і метушиться між братами.
Потім Маша порушила заборону Поліни — матері Олексія — вивозити його на море, і за це дівчину звільнено. Юнаку стає гірше, і Поліні доводиться повертати Машу. У цей час знайомий слідчий Самойлових провадить розслідування щодо причин аварії. Речовий доказ — ампулу — знаходять у будинку Маші (її туди підкинув Костянтин, щоб відвести підозри), і дівчину заарештовують. А Олексію розповідають, що Маша його покинула. Але згодом дівчину відпускають за відсутністю доказів: Самойлов бачив цю ампулу у Костянтина. Юнак знову готується до весілля з Катею. Костя планує знову зірвати весілля і дає замовлення доглядачу викрасти брата. Доглядач погоджується (йому це також потрібно — щоб дізнатися, де можуть бути діаманти, які щезли з корабля, а Олексій міг їх бачити). І юнака викрадають під час подання заяви у РАЦС. У затопленому доку доглядач із синами намагається з'ясувати, де діаманти. У цей самий час Маша розпочинає лікувати людей за гроші, і її внутрішній зв'язок з Олексієм слабшає. Вона ледве дізнається, де його тримають. Паралельно до цих подій, батьки Катерини та Олексія з Костянтином розходяться. Самойлов обманом розоряє Буравіна, і деякий час останнього навіть підозрюють у замовленні викрадення. Доклавши великих зусиль, Олексію вдається втекти через вентилятор, і під час втечі від синів доглядача він падає з риштувань. Його відправляють до лікарні. Маша намагається допомогти йому, але з жахом виявляє, що майже втратила свій дар. 
З часом з'ясовується, що Катя вагітна від Олексія. Коли Маша дізналася про це, вона вирішила поїхати до Києва на навчання. Євген, друг Олексія, допомагає йому втекти з лікарні і зупинити дівчину на вокзалі. На той час виявляється, що вагітність фіктивна. Щасливі молоді люди подають заяву у РАЦС. Олексій призначає Маші побачення. Подруга Марії Ксенія, журналістка, поздоровляє її по радіо. Це чує Катя; вона вирішує зірвати побачення. Для цього вона бере з аптеки препарат для імітації серцевого нападу і підсипає його Льоші. Йому стає погано, він лягає у ліжко. І на момент приходу Маші перед нею постає картина: Олексій спить разом із Катею. Маша в розпачі. Юнак не може переконати дівчину, що він не винен у цьому. Непорозуміння триває. Потім Ксенія провокує Катерину на відвертість у прямому ефіру, де вона розповідає про те, як вона зірвала побачення. Це чує Марія, і молоді люди примиряються. Тим часом Катя зближується з Костею. Але згодом останній дізнається про реальну вагітність Катерини від Альоші і втікає. Дівчина біжить за ним, але падає. Її життя та життя малюка під загрозою, і їх врятовує Маша. І оскільки склалася така ситуація, доводиться Олексію одружитися з Катериною. Маша переймається через цей вибір, але вважає таке рішення правильним. Паралельно з цим Буравін зближується з Поліною, а Самойлов ображений на весь світ через відхід Поліни. Він розділяє свій бізнес із Буравіним, продає йому судно «Верещагіно». 
 Оголошено тендер. Щоб підвищити шанси його виграти, Самойлов бере кредит у Левка під заставу власної квартири та офісу. Але тендер він програє. З часом Льова виганяє його з квартири. Вкрай засмучений та водночас розлючений, він мчить до офісу та підпалює його. Буравіну вдається його врятувати від вогню, але він став сліпим. Під час догляду за хворим та сумісною поїздкою на операцію до Одеси (за рахунок Буравіна, який той взяв із грошей на тендер) друзі зближуються і врешті-решт примирюються. Борис Самойлов змирився, що Поліна пішла до Віктора. Тим часом Левка заарештовують. Катя і Альоша не витримують спільного життя та розлучаються. Усі цьому раді, і вони разом йдуть святкувати це. У цей самий час чиновник із Таїсією з'ясовують, що Маша — їхня дочка. Але її викрадає доглядач і звинувачує у власних поразках. Дівчині вдається розтопити його серце, і він здається. Далі ситуація налагоджується. Чиновник із Таїсією переїжджають до примістя, Буравін із Поліною одружуються. Одружуються і Маша з Олексієм. Слідчий зробив пропозицію Анфісі. Костянтина засудили на один рік, після нього він одружується з Катериною, яка вже народила дитину. Доглядача ув'язнено, але через рік він утікає й упливає з міста. Сан Санич і Зінаїда насолоджуються морем.

## Персонажі

### Маша
Під час пологів мати Маші відмовилася від неї і попросила акушерку забрати її. Згодом акушерка підкинула Машу Зінаїді, яка і виховувала дівчину, як власну онуку. Маша дізналася про це лише у 22 роки. І тоді виявилося, що її мати — Таїсія. Як говориться у фільмі, вона повторює долю принцеси Марметіль, що жила 1000 років раніше. Це дуже добра, вродлива, чуйна дівчина.

### Альоша
З дитинства змагався з братом Костею щодо Каті. Через сильні почуття Кості до неї двічі постраждав, одного разу мало не загинув. Наприкінці серіалу одружується з Машею.

### Костя
Катя змусила Костю заробити дуже багато грошей на весілля. Через це він зв'язався з криміналом. Він брав участь в організації аварії Олексію, у його викраденні, у справі з контрабандою, допомагав доглядачу маяка втекти із в'язниці. Наприкінці серіалу сидить один рік у тюрмі, після чого одружується з Катею.

### Римма
Дуже емоційна ворожка, любить торгуватися. Найкраща подруга Таїсії та дружина Левка. Саме вона допомогла Маші з'ясувати, що з нею відбувається: у Маші є дар.

### Зінаїда
Зінаїда Степанівна — дуже добра і водночас сувора жінка. Ще з молодості до неї залицявся моряк Сан Санич, але вона погодилася вийти за нього заміж лише під старість. Вона прийняла Машу і виховала її, як власну онуку. Коли здоров'я Зінаїди похитнулося, вона поїхала до знахарки. Саме вона і підкинула Зінаїді Машу.

### Сан Санич
Дуже любить море та упадає коло Зінаїди. І коли вона, ненавидівши море, полюбила його, зненавидів Сан Санич море та став доглядачем маяка.

### Головлікар
Лікував усіх хворих у серіалі. З молодощів залицявся до знахарки Задерейчук.

### Андрій
Андрій — молодий і симпатичний юнак, історик та письменник. Закохався у Машу, але змирився, що вона кохає Альошу. Розповів їй легенду про Марметіль. Володіє айкідо та вчить цьому бойовому мистецтву Олексія. Це допомагає останньому наприкінці серіалу у бійці з помічниками доглядача, коли той викрав Машу.

### Слідчий
Найголовніший слідчий у місті. Робота — найголовніше в житті для нього. Освідчився Анфісі, але до кінця серіалу не одружився з нею.

### Борис Самойлов
Ображений на весь світ. Протягом серіалу його дружина пішла до його найкращого друга Віктора. Після цього він починає пити та мститися Віктору всіма можливими способами (хоча він сам забрав Поліну у Віктора 25 років тому, коли той пішов у рейс). Ближче до кінця з'явилася можливість завдати Віктору нищівного удару — виграти тендер. Засліплений цим, він продає власні квартиру та офіс Льові, а гроші
вклав у тендер. Тендер програно, а Левко із товаришами виганяє Бориса з квартири. Той підпалює офіс та втрачає зір від пожежі. Але після операції він знову бачить.

### Поліна
«Найсолодша» жінка у серіалі. 25 років тому вона посварилася з Віктором та вийшла заміж за Бориса. І всі у їхній родині, крім дітей, знали, що Віктор та Поліна кохають одне одного. Але чекали, доки виростуть діти. Наприкінці серіалу вони все ж таки одружуються.

### Катя
Дочка Віктора і Таїсії. Дуже розпещена дівчина і з дитинства товаришує то з Костею, то з Альошею. Протягом серіалу завагітніла від Олексія, але вийшла заміж за  Костянтина. Наприкінці з'ясувалося, що Катя — молодша сестра Маші.

### Анфіса
Простенька сусідка ті найкраща подруга Зінаїди. Закохана у слідчого.

### Таїсія
Найтаємничіша жінка серіалу. Колись давно вона працювала секретаркою у чиновника. Вони мали статевий зв'язок, і Таїсія завагітніла. Чиновник, вирушаючи в Угорщину, дав їй гроші на аборт. Але Таїсія народжує, а дитину віддає акушерці. Потім виходить заміж за Віктора та народжує Катю. Наприкінці серіалу виходить заміж за чиновника та переїжджає до примістя.

### Доглядач маяка
Михайло Макарович Родь — доглядач маяка та кримінальний авторитет у місті. Він розумний, хитрий, розваний, обачливий. Разом із синами займається криміналом: контрабандою, викраданнями тощо. Викрадав Олексія, Марукіна, Машу. В середині серіалу його заарештовують, але він втікає. Наприкінці серіалу хочу вбити Машу, але їй вдалося розтопити його серце, і він здався слідчому. Через рік утікає з в'язниці та упливає з міста.

### Анатолій
Улюблений син Михайла Макаровича. Розумний і добрий, він безнадійно закоханий у Машу. У середині серіалу загинув під час утечі від міліції.

### Георгій
Інший син Михайла Макаровича. Хитрий та сміливий. Декілька разів намагався пограбувати батька. Між ним та доглядачем маяка немає довіри. Під час утечі від міліції потрапив у дорожньо-транспортну пригоду і загинув.

### Чиновник
Усе життя не хотів мати дітей та загравав з молодими дівчатами. Під старість захотів дитину і з'ясував, що він її вже має — це Маша. За допомогою Маші він вилікувався від раку.

### Яков
Приїхав із півночі на південь, щоб перевезти вкрадені діаманти через кордон. Заради грошей готовий на все, навіть нападає на Зінаїду та Сан Санича. Має стосунки з доглядачем маяка, Костею, Левком. Має хронічні проблеми з серцем, час від часу трапляються серцеві напади, тож має постійно вживати ліки. Під час одного з нападу його дружина Ірина не дала йому ліки, і він помер.

### Левко
Найхитріший чоловік у серіалі. Брав участь у кожній кримінальній справі. Допомагав доглядачу втекти зі слідчого ізолятору. Одружений з Риммою. Обіграв Бориса Самойлова та виселив його з квартири. Наприкінці серіалу його ув'язнюють, але навіть у тюрмі він відкриває власний ресторан, і йому живеться непогано.

### Ксенія
Журналістка, працює на місцевому радіо, найкраща подруга Маші. Вийшла заміж за Євгена.

### Євген
Найкращий друг Олексія, моряк. Одружився з Ксенією.

### Віктор Буравін
Бізнесмен. Після сварки з коханою пішов у рейс. А коли повернувся, дізнався про весілля Бориса — найкращого друга — з Поліною. Поліна та Віктор намагалися розлюбити одне одного, однак не вийшло. Наприкінці серіалу одружується з Поліною.

### Акушерка
Вона приймала пологи у Таїсії. Саме їй Таїсія залишила Машу, але акушерка злякалася відповідальності та підкинула дитину Зінаїді.

### Марукін
«Перевертень у погонах». Заради діамантів у морі допомагав доглядачу втекти зі слідчого ізолятору.

### Лікар-онколог
Зрідка з'являється у серіалі, лікував чиновника від раку.

### Руслана
Дружина чиновника.